# محمد طاحون
محمد طاحون (9 ديسمبر 1979 -)، مذيع وممثل مصري يعيش في الكويت.

## أعماله الفنية

### المسلسلات
- عقاب - الجزء الأول.
- أم سعف جت كوم - الجزء الثاني.
- الشمس تشرق مرتين.
- طاح الجمل.
- خوات دنيا.

### البرامج
- حليهم بنيهم - تقديم البرنامج.
- الاسنصيد - الجزء الثاني.
- فوق تحت بالمقلوب.
- نجمة وقمر.
- طاحون بنيهم.
- اوردر. - تقديم البرنامج.
- ون شوت. - تقديم البرنامج.

## روابط خارجية
- محمد طاحون على موقع قاعدة بيانات الأفلام العربية